# Österfjärden, Malax
För andra betydelser, se Österfjärden (olika betydelser).
Österfjärden är en vik i Finland. Den ligger i kommunen Malax i landskapet Österbotten, i den sydvästra delen av landet, 400 km nordväst om huvudstaden Helsingfors.
Österfjärden ligger mellan Rankelön i väster och fastlandet i öster. I den södra änden ligger ett stort våtmarksområde runt Petalaxåns mynning. Genom Rankelösundet norr om Rankelön har Österfjärden förbindelse med Storfjärden.